# Bridgeport (Illinois)
Pour le secteur de Chicago, voir Bridgeport (Chicago).
Pour les articles homonymes, voir Bridgeport.
Bridgeport est une ville du comté de Lawrence en Illinois, aux États-Unis.